# Cantón de Fumel
El cantón de Fumel era una división administrativa francesa, que estaba situada en el departamento de Lot y Garona y la región de Aquitania.

## Composición
El cantón estaba formado por siete comunas:
- Blanquefort-sur-Briolance
- Condezaygues
- Cuzorn
- Fumel
- Monsempron-Libos
- Saint-Front-sur-Lémance
- Sauveterre-la-Lémance

## Supresión del cantón de Fumel
En aplicación del Decreto n.º 2014-257 de 26 de febrero de 2014, el cantón de Fumel fue suprimido el 22 de marzo de 2015 y sus 7 comunas pasaron a formar parte del nuevo cantón del Le Fumélois.